# JNDI
Java命名和目录接口（Java Naming and Directory Interface，縮寫JNDI），是Java的一個目錄服務應用程式介面（API），它提供一个目录系统，并将服务名称与对象关联起来，从而使得开发人员在开发过程中可以使用名称来访问对象。

## 外部連結
- Sun Java System Application Server Enterprise Edition 8.1 管理指南 2005Q1 第10章 JNDI資源（页面存档备份，存于）

- Sun Java System Application Server Enterprise Edition 8.1 2005Q2 管理指南（页面存档备份，存于）